# Філіп Морріс Україна
«Філіп Морріс Україна» — українська компанія, що входить у групу американської тютюнової корпорації Philip Morris International, виробляє сигарети та нікотиновмісні бездимні продукти.
Глобальна мета компанії — створити майбутнє без тютюнового диму, яке передбачає заміну класичних сигарет альтернативними бездимними продуктами. Для цього компанія запустила лінійки нікотиновмісних виробів для повнолітніх курців, які є кращою альтернативою, ніж продовження куріння.
Входить до найбільших інвесторів та платників податків в українську економіку. за 30 років роботи в Україні компанія інвестувала в українську економіку $750 млн.
У 2023 році Філіп Морріс сплатила в Україні понад 30 млрд грн податків, а у першому півріччі 2024 року збільшила податкові відрахування до бюджету на 33,5 %, порівняно з аналогічним періодом попереднього року, сплативши 23,9 млрд гривень податків.
Компанію неодноразово відзначали однією з найкращих роботодавців в Україні.
Філіп Морріс володіє фабрикою у Харківській області, яка тимчасово призупинила свою роботу після початку повномасштабного вторгнення через близькість до зони бойових дій. У 2024 році компанія відкрила нову фабрику в Львівській області, в яку інвестувала $30 млн та створила 250 робочих місць. У січні 2025 фабрика вийшла на проєктну потужність — 10 млрд штук сигарет на рік.

## Історія
Philip Morris International відкрила підрозділ Філіп Морріс Україна в 1994 році. Того ж року компанія придбала 51 % акцій тютюнової фабрики у Харкові. До 1998 фабрика була модернізована, в ній було замінено близько 90 % устаткування.
У 2003 році компанія розпочала будівництво нової фабрики у с. Докучаєвське Харківського району, Харківської області, яка запрацювала з травня 2006 року.
До повномасштабного російського вторгнення в Україну компанія виготовляла на фабриці у Харківській області 20 млрд сигарет на рік, з яких половина відправлялася на експорт до більш ніж 20 країн світу, зокрема до Вірменії, Грузії, Єгипту, Ізраїлю, Литви, Молдови, Південної Кореї, Чехії, Чорногорії, Японії та інших.

Тютюнова фабрика у Харкові
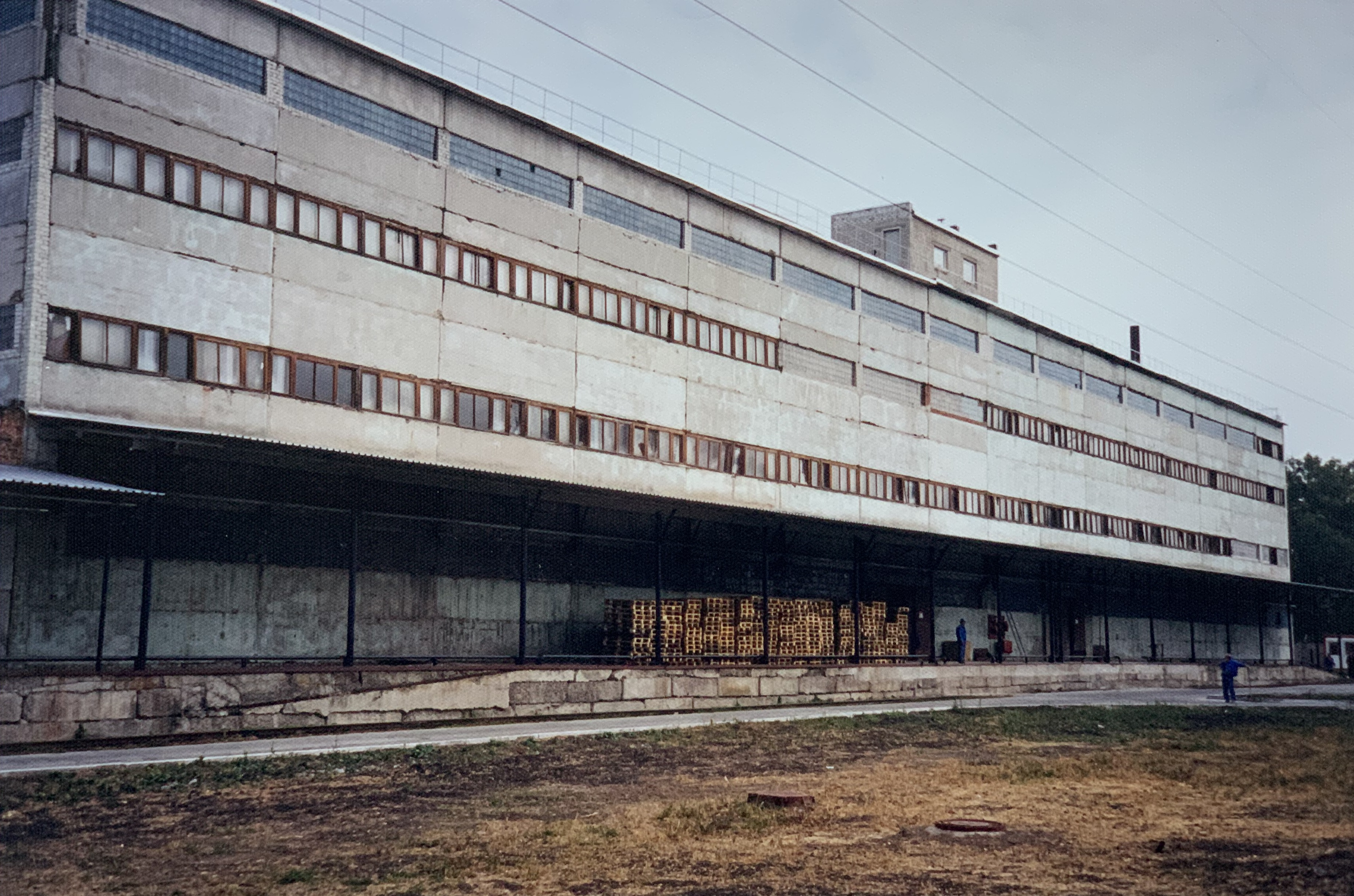
До реконструкції
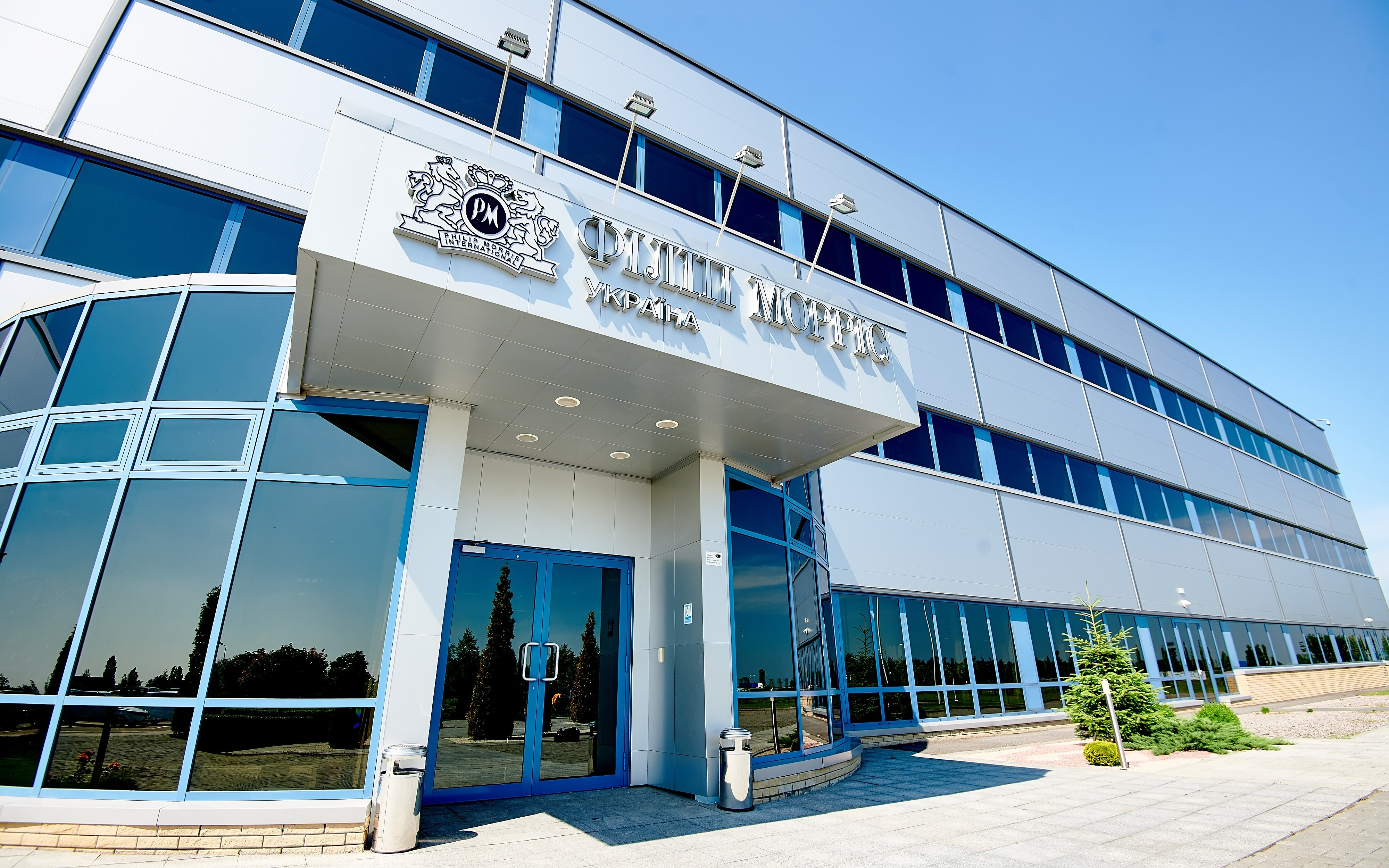
Після реконструкції.

У лютому 2022 після початку повномасштабного вторгнення Російської Федерації в Україну фабрика Філіп Морріс в Харківській області тимчасово призупинила роботу внаслідок активних бойових дій в регіоні. Для сталого постачання продукції в Україну і запобігання дефіциту сигарет, спочатку компанія налагодила тимчасовий імпорт з 8 фабрик Philip Morris International, розташованих у Швейцарії, Чехії, Польщі, Португалії, Казахстані, Туреччині, Мексиці та Бразилії, а в серпні 2022 почала виготовлення продукції власних брендів на потужностях фабрики іншого виробника в Києві.
У червні 2023 Philip Morris International оголосила про інвестицію $30 млн будівництво тютюнової фабрики у Львівській області. Нове виробництво було відкрито в травні 2024 року. Перша з п'яти запланованих виробничих ліній почала рвипуск продукції у травні, ще чотири заплановано до кінця 2024 з виведенням щорічної виробничої потужності до 10 млрд штук сигарет, що покриє потреби компанії із забезпечення українського ринку. На фабриці вже працює 250 людей.
У 2024 році Філіп Морріс в Україні перерахувала до бюджету 52,2 млрд грн податків — це більш ніж на 14 млрд грн, або на 38 % більше, ніж у 2023 році. Видання New Voice визнало Філіп Морріс в Україні найбільшим платником податків серед приватних компаній у 2024 році.
У 2024 році компанія виділила понад 1,3 млн грн на ремонт громадського укриття поблизу фабрики у Львівській області та будує ще одне на території фабрики, в яке додатково інвестує 60 млн грн.
Цього ж року Філіп Морріс відзначена серед трьох найкращих роботодавців України.
У січні 2025 фабрика Філіп Морріс у Львівській області вийшла на планову потужність — введені в експлуатацію всі 5 виробничих ліній, їх планова потужність становить 10 млрд штук сигарет на рік.

## Стратегія «бездимного майбутнього»
Philip Morris International (PMI) — перша тютюнова корпорація, яка визначила своєю метою майбутнє без тютюнового диму. Компанія почала розвиток напрямку бездимних продуктів у 2008 році. Станом на 2024 рік PMI інвестувала в їх дослідження та розробку 12,5 млрд доларів. Сумарно компанія отримала 2,5 тис. патентів і створила 1,5 тис. робочих місць для наукових та інженерних працівників у цій сфері.

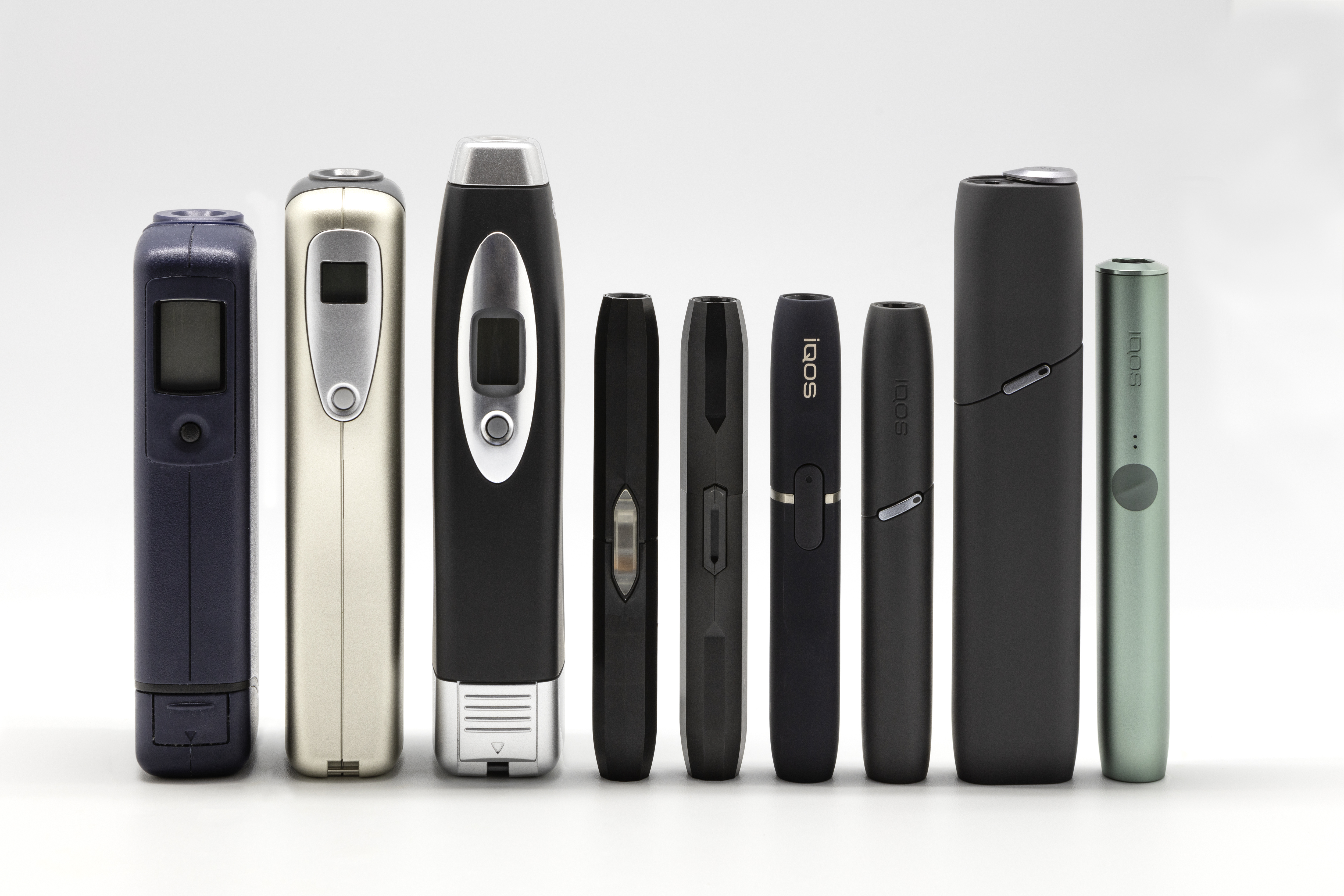
Еволюція систем нагрівання тютюну

В 2014 році компанія Філіп Морріс почала продаж системи нагрівання тютюну IQOS на ринках Японії та Італії. 30 квітня 2019 року Управління з санітарного нагляду за якістю харчових продуктів і медикаментів США (FDA) дозволило комерціалізацію IQOS на ринку США. 7 липня 2020 FDA авторизувало просування IQOS як тютюнового виробу з модифікованим ризиком.
Компанія Філіп Морріс запустила В Україні першу систему нагрівання тютюну IQOS у 2016 році. З того часу, станом на 2024 рік, близько 1,3 млн повнолітніх курців в Україні відмовилися від сигарет та перейшли на бездимні альтернативи компанії.
У вересні 2020 року Україна стала другим ринком у світі, на якому PMI розпочав продаж нового пристрою для нагрівання тютюну Lil SOLID і тютюнових стіків Fiit.
У грудні 2021 компанія розпочала переробку електронних пристроїв, які продає в Україні. Станом на 2024 рік в Україні працює 120 пунктів ресайклингу, що приймають на переробку або екологічну утилізацію старі пристрої, аксесуари для бездимних продуктів, використані стіки, тощо.
У 2024 році Філіп Морріс інвестувала $11 млн в розширення портфеля бездимних продуктів в Україні та запустила найновішу версію пристрою для нагрівання тютюну IQOS ILUMA.
У квітні 2025 року Філіп Морріс запустила в Україні новий інноваційний бездимний продукт — нікотинові подушечки ZYN.

## Бренди

### Системи нагрівання тютюну
IQOS — система нагрівання тютюну. Електронний пристрій нагріває тютюновий стік, а не спалює його, та утворює нікотиновмісний аерозоль замість сигаретного диму. Класична конструкція пристрою складається з тримача і зарядного пристрою.. У 2024 році компанія запустила в Україні IQOS ILUMA. Новий пристрій працює на основі індукційного нагрівання і не потребує чистки та захищений від ламання леза.
lil SOLID — система нагрівання тютюну у моноформаті (без поділу на тримач і зарядний пристрій). Створений в колаборації KT&G та Philip Morris International. Працює зі стіками Fiit.
BONDS — система нагрівання тютюну у моноформаті. На відміну від IQOS та lil, BONDS не має нагрівального леза чи голки. Він нагріває тютюн по контуру стіка від стінок. Працює зі стіками BLENDS.
Для систем нагрівання тютюну компанія розробила асортимент тютюнових стіків під брендами HEETS, Fiit та BLENDS.

### Сигаретні бренди
Серед сигаретних брендів Філіп Морріс в Україні представлені міжнародні марки Marlboro, Chesterfield, L&M, Bond Street, Parliament, Philip Morris та інші.

## Соціальна відповідальність

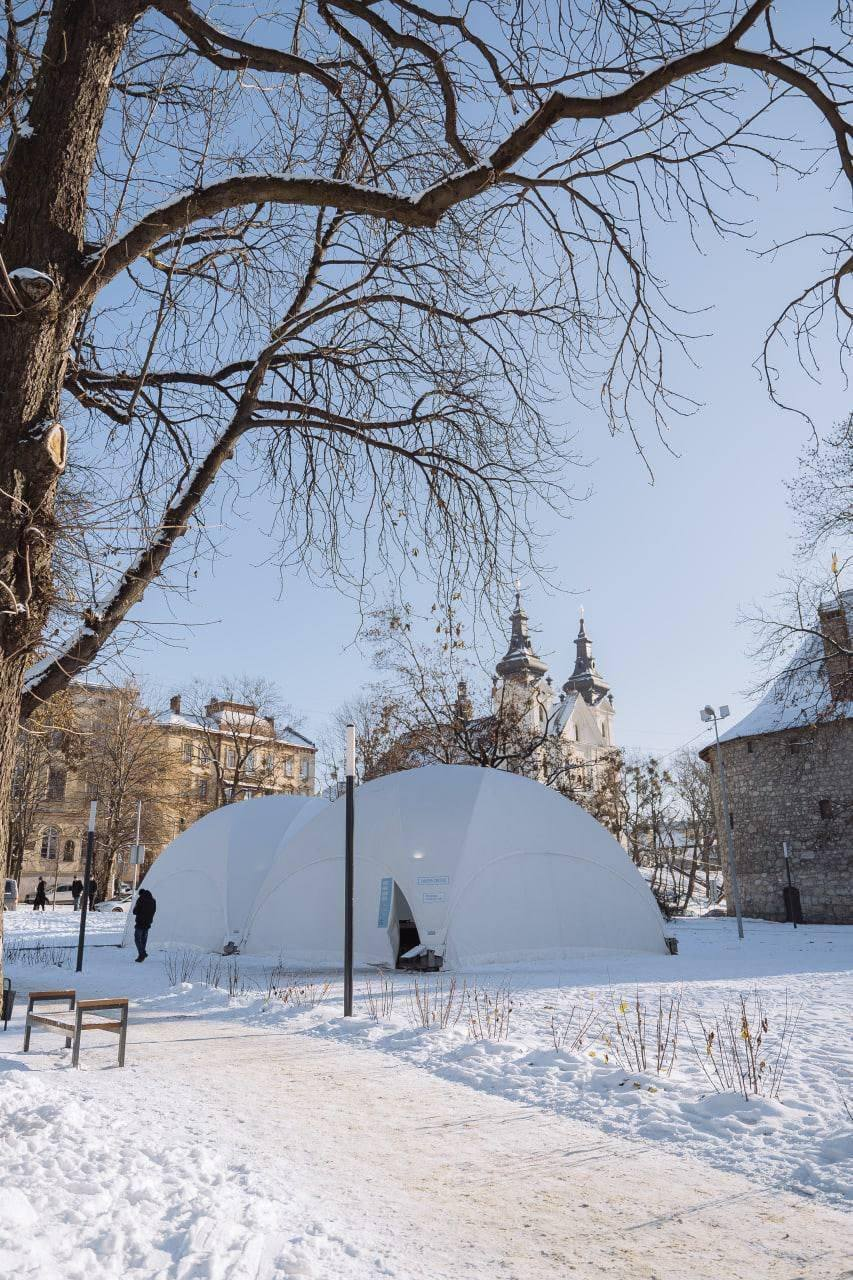
Соціальний простір «Сфери світла»

У перші дні повномасштабного вторгнення Росії в Україну компанія організувала евакуацію співробітників Філіп Морріс із Харкова, Києва, Чернігова та інших небезпечних міст. Загалом компанія вивезла понад 1600 людей, у тому числі співробітників та їх родичів, а також домашніх тварин.
Материнська компанія Philip Morris International перерахувала 10 млн доларів на гуманітарні потреби в Україні. На ці гроші компанія придбала 22 карети швидкої допомоги та рентгенівський апарат для лікарні в Івано-Франківську, а також предмети першої необхідності для українців. Філіп Морріс Україна профінансувала придбання двох реанімобілів для перевезення важкопоранених. Для однієї з лікарень Дніпропетровщини компанія закупила спеціальні матраци для реанімації.
Компанія стала одним із донорів проєкту «Жінкомобіль» — спеціального діагностичного авто для медичних оглядів жінок на деокупованих територіях зі зруйнованою медичною та соціальною інфраструктурою.
Співробітники офісів Philip Morris International у 80 країнах світу в рамках корпоративного благодійного проєкту «Project with a heart» зібрали понад $550 тис. для допомоги українцям. Додаткову волонтерську допомогу надавали працівники офісів у Польщі, Молдови, Словаччини, Румунії, Угорщини, Швейцарії.
У грудні 2022 під час блекаутів Філіп Морріс Україна разом з агенцією DTF організували 5 соціальних просторів «Сфери світла» (Київ, Одеса, Львів), які були обладнані генераторами, зарядними станціями та старлінками.
У 2023 році компанія закупила 13 генераторів для деокупованих громад Харківщини.
Філіп Морріс в Україні також підтримала проєкт «RE: Ukraine Housing» з будівництва тимчасового модульного житла поблизу Бучі для сімей, які змушені були покинути свої домівки або втратили свої помешкання.
У 2024 році Філіп Морріс за підтримки фонду «Здоров'я для всіх» закупив обладнання для Ізюмської лікарні на Харківщині на суму понад 200 тисяч євро.
Для боротьби з наслідками пандемії COVID-19 Філіп Морріс Україна пожертвувала 10 млн грн благодійному фонду «Здоров'я для всіх» на закупівлю засобів індивідуального захисту для лікарів та невідкладні потреби лікарень.

## Сталий розвиток
За інформацією компанії, вона співпрацює з «Центром управління відходами» та централізовано збирає пошкоджені пристрої IQOS, lil, под-системи та одноразові електронні сигарети для правильної екологічної утилізації. Акумуляторні батареї зі старих пристроїв переробляються в Румунії (завод GreenWEEE, що спеціалізується на переробці вживаної електроніки та батарейок).
У листопаді 2021 року фабрика компанії у Харківській області пройшла аудит за міжнародним водним стандартом AWS (Alliance for Water Stewardship).
У 2020 році підприємство отримало підтвердження про впровадження системи природоохоронного законодавства за міжнародним стандартом ISO 14000.
У 2019 році Філіп Морріс Україна інвестувала понад 8 млн грн у покращення стічних систем на своїй фабриці у Харкові, що дозволило використовувати дощову воду для промислових потреб. Також було встановлено резервуари для повторного використання води: завдяки цьому споживання води з міських систем скоротилось на 30 %, а злив води зменшено на 25 тисяч кубометрів на рік.
У тому ж році на фабриці встановили твердопаливний котел, що заправляється лушпинням соняшнику. Ця технологія дозволила повністю відмовитися від газу та замінити його невикопним твердим паливом біологічного походження. Як наслідок, викиди CO2 знизились на 11 %. Модернізація обладнання фабрики дозволила використовувати повторно 91 % промислових відходів у виробничому циклі.

## Боротьба з нелегальною торгівлею
У серпні 2023 року Philip Morris Brands Sarl, яка є власником тютюнових брендів в Україні, відсудила 1,4 млн грн за підробку сигарет своєї торгової марки Bond. Залізничний районний суд Львова визнав винними трьох членів злочинного угруповання, які нелегально виробляли та реалізували цигарки під брендом компанії Philip Morris. Для компанії — це перший успішний кейс із захисту власних брендів у суді за час роботи в Україні.

## Критика
Медіаатаки
У 2024 році проти компанії Філіп Морріс в Україні та її брендів спостерігалася організована масована інформаційна атака через телеграм-канали, інформаційні ресурси з сумнівною репутацією та окремих ангажованих публічних осіб. Ця медіаатака відбувалася на фоні обшуків БЕБ на п'ятьох українських тютюнових фабриках, котрих підозрюють у виготовленні контрафакту.
Антимонопольний комітет України
У жовтні 2019 року Антимонопольний комітет України оштрафував найбільші компанії-виробники тютюнових виробів: «Філіп Морріс», «Джей Ті», «Імперіал Тобакко», «Бритіш Американ Тобакко», «Прилуки» — на суму 6,5 млрд грн. Зокрема, штраф компанії Філіп Морріс становив майже 1,2 млрд грн («Філіп Морріс Україна» — 810 млн грн, «Філіп Морріс Сейлз Енд Дистриб'юшн» — 370 млн грн).
На думку АМКУ виробники сигарет шляхом узгоджених дій у 2011—2012 роках скоротили кількість прямих контрактів з іншими дистриб'юторами на користь дистриб'юторської компанії «Тедіс Україна», хоча у 2011 році остання отримала від АМКУ дозволи на концентрацію та узгоджені дії.
У березні 2021 року суд задовольнив скаргу позов ПрАТ «Філіп Морріс Україна» і ТОВ «Філіп Морріс Сейлз енд Дистриб'юшн» та скасував накладені на них штрафи.

## Відзнаки
Рейтинги роботодавців
Top Employer Institute у 2014—2023 роках відзначав Філіп Морріс одним із кращих роботодавців в Україні та світі
У 2022 році «Філіп Морріс Україна» увійшла до переліку топ-компаній, в яких хочуть працювати українці за результатами дослідження найкращих роботодавців в умовах війни, проведеного компанією Ernst & Young.
У 2023 та 2024 році компанія займала місця в ТОП-10 рейтингу найкращих роботодавців за оцінкою журналу «ТОП-100. Рейтинги найбільших» та ділового порталу Delo.ua.
У 2024 році Forbes відзначив Філіп Морріс серед ТОП-3 найкращих роботодавців в Україні. У 2023 році в цьому рейтингу компанія займала 5-те місце, та 34 місце у 2022 році. У 2023 році Forbes включив Філіп Морріс Україна до рейтингу 25 найкращих роботодавців для ветеранів..
У 2025 році Філіп Морріс посіла четверте місце в щорічному рейтингу кращих роботодавців за версією Forbes.ua, а також відзначена в спеціальній номінації «Взірець турботи» за найкращий соціальний пакет. Середній рівень повноти соцпакету у компанії становить 87 %.
Рейтинги інвесторів
Філіп Морріс в Україні потрапив до рейтингу 50 найбільших компаній-інвесторів під час повномасштабного вторгнення за версією видання New Voice. Протягом перших 2,5 років від початку вторгнення компанія вклала в Україну понад 902 млн грн.
New Voice також відзначив Філіп Морріс в Україні у переліку компаній, що виділили українцям за час великої війни найбільші суми благодійної допомоги. З 24 лютого 2022 року по березень 2024 року компанія перерахувала на гуманітарні потреби в Україні понад 400 млн грн.
Рейтинги платників податків
Філіп Морріс Україна щорічно відзначають в рейтингу «Сумлінний платник податків», який проводить Асоціація платників податків України з 2011 року.